# لاوري دالا فالي
لاوري دالا فالي (بالفنلندية: Lauri Dalla Valle)‏ (14 سبتمبر 1991 فنلندا - ) هو لاعب كرة قدم فنلندي، يلعب كمهاجم.

## روابط خارجية
- لاوري دالا فالي على موقع الاتحاد الدولي (مؤرشف)  (الإنجليزية)
- لاوري دالا فالي على موقع الاتحاد الأوربي (الإنجليزية)
- لاوري دالا فالي على موقع قاعدة بيانات كرة القدم.إي يو (الإنجليزية)
- لاوري دالا فالي على موقع بيانات كرة القدم. دي إي (الألمانية)
- لاوري دالا فالي على موقع Soccerbase.com (لاعب) (الإنجليزية)
- لاوري دالا فالي على موقع Soccerway.com (الإنجليزية)